# 親衛隊第6軍
親衛隊第6志願軍（拉脫維亞軍）（德語：VI. SS-Freiwilligen-Armeekorps (lettisches)）是納粹德國武装党卫队的一個步兵軍。該軍於1943年10月組建。
它负责指挥拉脱维亚武装党卫军师。它作为第18集团军的一部分在东线北部地区作战。他们一直是北方集团军群的一部分，直到1945年北方集团军群改组为库尔兰集团军群。1944年10月，他们被红军包围，在库尔兰口袋度过了余下的战争。
該軍於1945年3月改名為親衛隊第6武裝軍（拉脫維亞軍）（德語：VI. Waffen-Armeekorps der SS (lett.)）。該軍最後於同年5月在庫爾蘭口袋向苏军投降。

## 战斗序列
- 親衛隊第15（第1拉脱维亚）師
- 親衛隊第19（第2拉脱维亚）師

## 註腳
1. 1 2  Carlos（2002年）